# شرائح اللحم المعاد تصنيعها

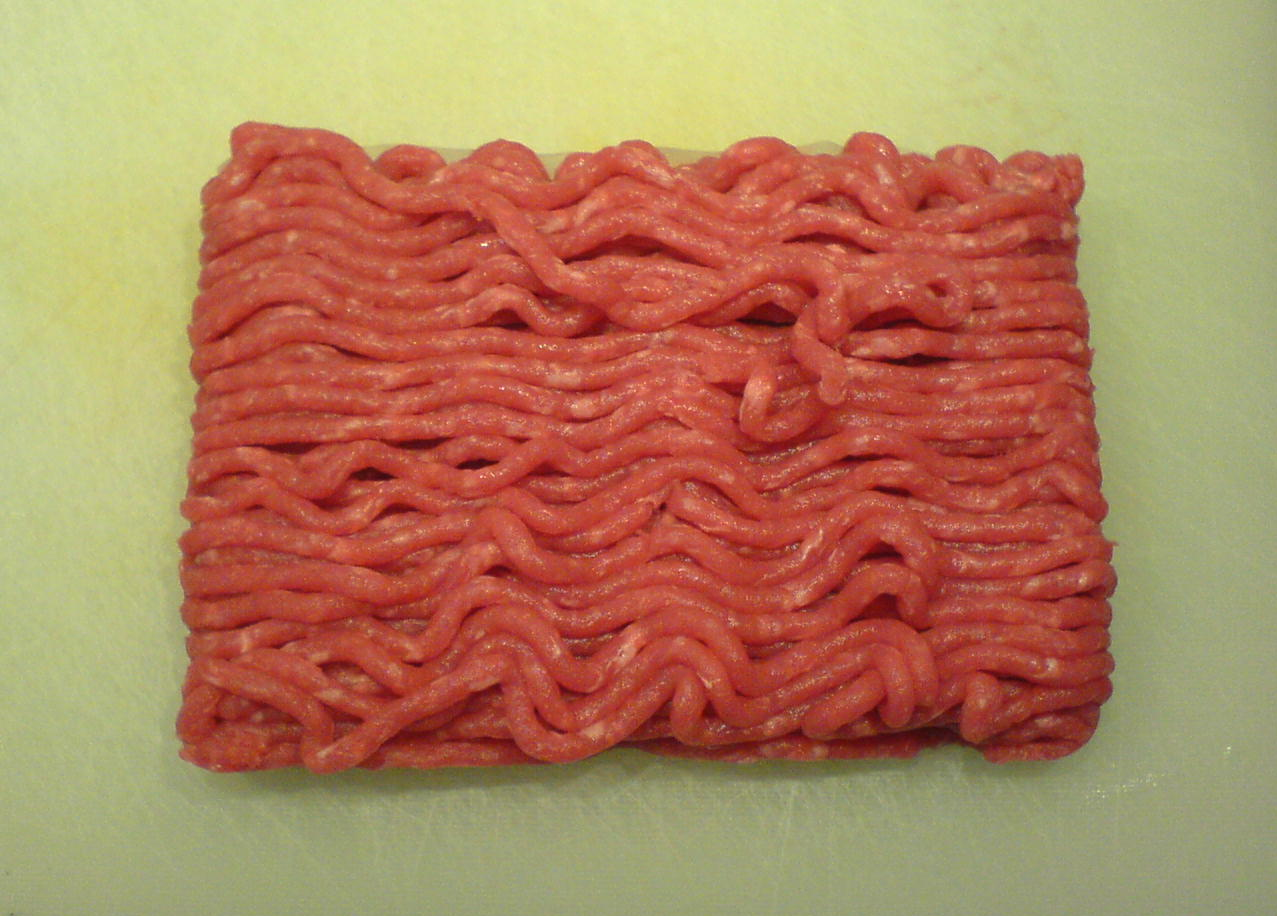

شرائح اللحم المعاد تصنيعها أو هيكلتها تعتبر مصطلح عام لوصف فئة من شرائح اللحم المصنعة من قطع أصغر من اللحم منصهرة سويًا باستخدام عامل ربط، وقد بدأ تطويرها منذ عام  1970، وأحيانا يتم عمل شرائح اللحم المعاد تصنيعها من شرائح لحم أرخص ثمنًا مثل الربع الأمامي أوالربع الخلفي من اللحم.
المواد الغذائية للربط المسموح بها:
·     كلوريد الصوديوم (ملح الطعام) ، أملاح الفوسفات. يمنع الملح نمو الكائنات الحية الدقيقة (النمو الميكروبيولوجي) و يجعل قابلية بروتينات الميوسين أكبر، وتقدر الكمية المسموح بها من الفوسفات في المواد النهائية بــ (0.5 %) في الولايات المتحدة الأمريكية، وذلك يزيد من عملية استحلاب الدهون.
·     بلازما الدم الحيوانية.
·    الألجينات : الجينات الصوديوم تكون مادة عبارة عن جل سريع التماسك في وجود الكالسيوم كأيون.
·    ترانس جلوتاميناز إنزيم يساعد في تكوين مواد الربط البروتينية.
تعد الأكسدة و التسمم الغذائي من أخطر المشاكل المرتبطة عامة بشرائح اللحم المعاد تصنيعها ولتقليل خطر التسمم الغذائي يجب أن يتم طهي هذه الشرائح دائما حتى تمام النضج.